# Boris Popov
Boris Popov (Split, 11. veljače 1973.) hrvatski glazbenik - udaraljkaš

## Životopis
Amaterski počinje svirati udaraljke od 1993. godine gdje glazbeno znanje usvaja prvenstveno slušanjem svjetske glazbene scene, a zatim učenjem nota i aranžmana surađujući s orkestrom Joška Banova od 1996. g. U okviru tog orkestra redaju se koncerti s priznatim pjevačima ( Tedi Spalato, Zorica Kondža, Meri Cetinić itd ). Svira i u raznim hrvatskim sastavima različitih usmjerenja od jazz glazbe (Black Coffee jazz sastav, Boško Petrović all stars ) do pop i rock glazbe ( pips chips videoclips, Jinx ). S Jinxima snima i priznati album “Tamo gdje je sve po mom”. 
Svira i s hrvatskim big bandom u raznim pop kombinacijama. Nadalje poznati pjevači s kojima surađuje su Oliver Dragojević, Jacques Houdek s kojima ima par izdanih nosača zvuka ( “Oliver live u Domu sportova”, “live in Olimpija”, “live in Carnegie Hall”, :Jacques Houdek live in Lisinski” ).
Trenutačno je stalni član sastava Massima Savića, Ricarda Luquea (salsa sastav), “Igor Geržina sax lounge band”, “Kristian Terzić sekstet” i “Voices of Nature” ,sastav klavijaturiste Andreja Kljakovića.

## Diskografija
CD i DVD na kojima je surađivao:
- Quartet Sensitiv “DISCUSSAO”- CD- DALLAS
- “Imperija uzvraća udarac” (1998.) - CD –CROATIA RECORDS
- Tedi Spalato “Live in Lisinski”- DVD- CROATIA RECORDS
- Oliver “DOM SPORTOVA”- DVD + CD- CROATIA RECORDS
- “Tamo gdje je sve po mom”, Jinx- CD- AQUARIUS
- “Vanna s prijateljima u Lisinskom”- DVD- CROATIA RECORDS
- „Runjićeve večeri 2005”- DVD- CROATIA RECORDS
- Nina Badrić „Ljubav za ljubav” CD1+CD2- AQUARIUS
- Tedi Spalato “Lipote gladan, ljubavi žedan”- AQUARIUS
- „Runjićeve večeri 2006”- CD- CROATIA RECO
- „Drago Mlinarec „OSMIJEH koncert bogaloo 29.9.2005”- DVD+CD-CROREC
- Hari Rončević “Tvornica live”- DVD- SCARDONA
- Oliver “A l Olympia”- CD1+CD2- AQUARIUS
- Hari Rončević “Acoustic concert”- CD - SCARDONA
- Various-“ Runjićeve večeri 2006”- AQUARIUS
- Đani Stipaničev- „Live in Komedija”-  CD i DVD- DANCING BEAR
- Leonora Surian “Moj mali svijet” - CD - AQUARIUS
- Ivo Gamulin Gianni i prijatelji ”Ljubav to si ti LIVE”- DVD i CD- DALLAS
- Massimo Savić “Sunce se ponovno rađa”- CD- AQARIUS
- “Branimir Gazdik Frendly”- CD- CROATIA RECORDS
- “Vrijeme briše istinu”, Marko Tolja - CD- AQUARIUS
- Severina "Tridesete-uživo" - CD i DVD-DALLAS
- Massimo Savić "Dodirni me slučajno"- CD-AQUARIUS
- Kristian Terzić -"Kristian Terzić"- CD- APEIRON